# José Prudencio Padilla
Pour les articles homonymes, voir Padilla.
José Prudencio Padilla (1784 - 1828) fut un amiral colombien, et un chef militaire des luttes pour l'indépendance de l'Amérique du Sud.
Né à Riohacha, il combattit avec Simón Bolívar ; il remporta le premier succès de la marine colombienne au combat de Tolù en 1815 et est resté célèbre pour la victoire navale décisive du lac Maracaibo du 24 juillet 1823, qui vit la défaite de la flotte espagnole.
À la suite de son implication dans la conspiration de septembre dirigée contre Bolívar, Padilla est jugé et condamné à mort, puis fusillé.